# Parung
 (janvier 2019).
Si vous disposez d'ouvrages ou d'articles de référence ou si vous connaissez des sites web de qualité traitant du thème abordé ici, merci de compléter l'article en donnant les références utiles à sa vérifiabilité et en les liant à la section « Notes et références ».
Parung est une ville et un sous-district indonésiens situés dans la banlieue sud-ouest de Jakarta-Sud (une des cinq villes administratives (kota) qui forment la région de la capitale spéciale de Jakarta), mais toujours officiellement dans la zone du kabupaten de Bogor.
La route alternative occidentale reliant Jakarta à Bogor passe par Parung.
La ville compte plus de 226 000 habitants.